# Urique
Urique è un comune del Messico, situato nello stato di Chihuahua.